# AM808。マジっすよ!
『AM808。マジっすよ!』（エーエムはちまるはち。まじっすよ!）は、2001年4月3日から2002年3月28日まで毎日放送ラジオ（MBSラジオ）で放送されていたラジオ番組である。
なお放送開始・終了日などはあくまで暦日で表記しているため、注意のこと。

## 概要
2001年4月3日放送開始し、2002年3月28日終了。毎週火曜 - 金曜日（月曜 - 木曜深夜）0時00分 - 2時00分の生放送であった。毎日放送テレビ（MBSテレビ）で放送されていた『?マジっすか!』の兄弟番組という位置づけで、毎日放送ラジオの「スペシャルウィーク」のときには「“マジっすか”の収録スタジオ招待権」のプレゼントなどがあった。「AM808。」の語源についてはMBSの電話番号の下4桁となっていたが、語感としてFM802のパロディであることは放送でも言及された。
長年のライバルである朝日放送ラジオ（ABCラジオ）の「ABCミュージックパラダイス」などに対抗すべく陣内智則ら当時baseよしもとで活躍していたお笑い芸人と、インディーズで関西を中心に活動するミュージシャンらを日替わりでパーソナリティに起用し、若者向けの音楽番組を目指していた。しかし、ABCの“牙城”を崩すことは出来ず、2002年3月終了。同年4月よりこの時間帯では『B』がスタートするのに伴って陣内、サバンナ、シャンプーハットらはそのパーソナリティとなり、大石を含む木曜のメンバーは日曜夕方の『Bサンデー』パーソナリティとなった。

## 各曜日概要
- 火曜日（月曜深夜）…陣内智則、ピンクパンダー
- 水曜日（火曜深夜）…サバンナ、かまぼこ

アメリカ同時多発テロの際、番組が急遽30分短縮となり23:30よりJRN報道特別番組がネットされることとなった。
- 木曜日（水曜深夜）…シャンプーハット、Sumika（Les.R）

当時この番組の手前に放送していた『MBSオレたちやってま〜す』側の出演者が『マジっすよ』の時間枠にまで侵食してきたり、逆にシャンプー、Sumikaらが東京スタジオに赴き、あちらのエンディング間際で乱入するなど、2つの番組の間でのやりとりが頻繁に交わされた。
- 金曜日（木曜深夜）日…ロザン、大石昌良（Sound Schedule）

この曜日も水曜と同じく、「オレたち-」との絡みがあり、あちらの1コーナーにロザンが一定期間出演していたことがあった。
| 毎日放送ラジオ（MBSラジオ） 火曜日～金曜日0:00～02:00(2001.4.3～2002.3.28) | 毎日放送ラジオ（MBSラジオ） 火曜日～金曜日0:00～02:00(2001.4.3～2002.3.28) | 毎日放送ラジオ（MBSラジオ） 火曜日～金曜日0:00～02:00(2001.4.3～2002.3.28) |
| 前番組                                                                     | 番組名                                                                     | 次番組                                                                     |
| -------------------------------------------------------------------------- | -------------------------------------------------------------------------- | -------------------------------------------------------------------------- |
| XXX//x                                                                     | AM808。マジっすよ!                                                         | B                                                                          |